# Седан Грегори
Седан Грегори (англ. Gregory Sedan) — легковой автомобиль 1947 года выпуска, сделанный в единственном экземпляре Беном Ф. Грегори. Один из трёх известных автомобилей, у которых заднемоторная, переднеприводная компоновка. Автомобиль сохранился и в данный момент находится в Lane Motor Museum, находящийся в США, штат Теннесси.

## Конструкция
Автомобиль был сделан в единственном экземпляре Беном Ф. Грегори и имеет заднемоторную, переднеприводную компоновку, и является одним из трёх известных автомобилей с такой компоновкой. Тип кузова — седан, длина — 3890 миллиметров.

### Силовой агрегат
Двигатель автомобиля — четырёхцилиндровый охлаждающийся воздухом двигатель производства Continental, с мощностью 40 лошадиных сил. Автомобиль имеет трёхступенчатую механическую коробку передач производства BorgWarner и способен разгоняться до скорости 113 км/ч. Расход топлива составляет 7,8—6,7 литров бензина на 100 км. 